# Parque Nacional Vulcânico Lassen

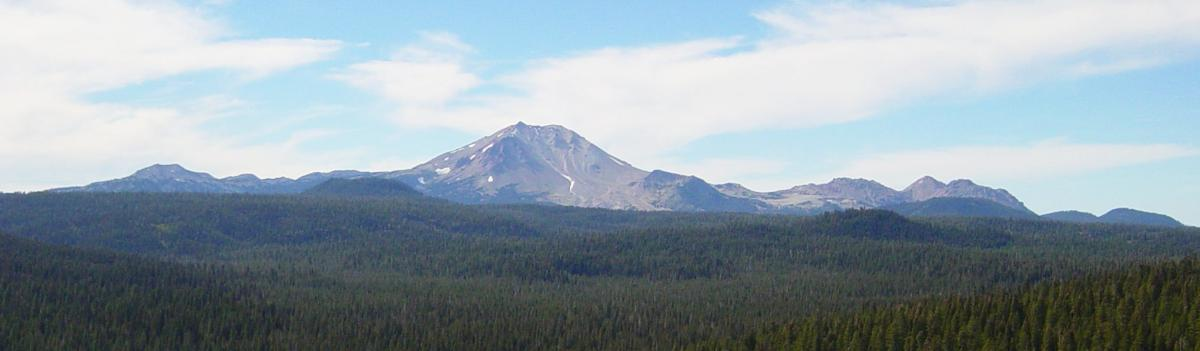

Lassen Volcanic National Park é um parque nacional localizado nos Estados Unidos.